# Uhelná Příbram
Uhelná Příbram è un comune mercato della Repubblica Ceca facente parte del distretto di Havlíčkův Brod, nella regione di Vysočina.